# Symplegma teruakii
Symplegma teruakii är en sjöpungsart som beskrevs av Kott 2004. Symplegma teruakii ingår i släktet Symplegma och familjen Styelidae. Inga underarter finns listade i Catalogue of Life.